# Astragalus subpenicillatus
Astragalus subpenicillatus är en ärtväxtart som beskrevs av Dieter Podlech. Astragalus subpenicillatus ingår i släktet vedlar, och familjen ärtväxter. Inga underarter finns listade i Catalogue of Life.